# جيرفاسيو ديفير
جيرفاسيو ديفير (بالإسبانية: Gervasio Deferr)‏ مواليد 7 نوفمبر 1980، هو لاعب جمباز إسباني سابق فاز جائزة أفضل رياضي في إسبانيا. فاز بالميدالية الذهبية في الألعاب الأولمبية الصيفية 2000 والألعاب الأولمبية الصيفية 2004 كما فاز بالميدالية الفضية في الألعاب الأولمبية الصيفية 2008.

## روابط خارجية
- جيرفاسيو ديفير على موقع IMDb (الإنجليزية)
- جيرفاسيو ديفير على موقع الاتحاد الدولي للجمباز (licence) (الإنجليزية)
- جيرفاسيو ديفير على موقع الاتحاد الدولي للجمباز (biography) (الإنجليزية)
- جيرفاسيو ديفير على موقع أوليمبيديا (الإنجليزية)